# Warburgiella celebensis
Warburgiella celebensis là một loài Rêu trong họ Sematophyllaceae. Loài này được (Dixon) B.C. Tan mô tả khoa học đầu tiên năm 2000.